# Fly from the Inside
«Fly from the Inside» es el primer sencillo de la banda de rock estadounidense Shinedown de su primer álbum Leave a Whisper (2003) lanzado el 25 de marzo de 2003. La canción se desempeñó bastante bien en las listas, alcanzando el número cinco en la lista Mainstream Rock Tracks, el primer sencillo exitoso de la banda, y sigue siendo una canción muy popular que permanece en la lista de canciones en los conciertos.

## Lanzamiento
"Fly from the Inside" no tenía un video oficial, pero en el relanzamiento de Leave a Whisper tenían un video adicional con imágenes adicionales.
"Fly from the Inside" se usó en una escena de la película Grind de 2003. También apareció en la banda sonora de los videojuegos MX vs. ATV Unleashed y MVP Baseball 2003.

## Lista de canciones
| EP (2004) |                                              |          |  |
| N.º       | Título                                       | Duración |  |
| 1.        | «Fly from the Inside» (Sony Connect version) | 3:56     |  |
| 2.        | «45» (Sony Connect version)                  | 4:17     |  |
| 3.        | «Simple Man» (Sony Connect version)          | 5:17     |  |

| Sencillo promocional (2003) |                       |          |  |
| N.º                         | Título                | Duración |  |
| 1.                          | «Fly from the Inside» | 3:55     |  |

## Posicionamiento en lista
| Lista                            | Año  | Posición |
| -------------------------------- | ---- | -------- |
| Billboard Mainstream Rock Tracks | 2003 | 5        |
| Billboard Modern Rock Tracks     | 2003 | 34       |